# Самиздат
Самиздат е форма на независимо, частно и най-често тайно печатане и разпространяване на литература (в някои случаи и на други материали, например аудио и подобни), която по някаква причина не може да стигне до читателите по утвърдените начини. За самиздат се говори главно в тоталитарни държави със силна цензура, готови да репресират инакомислещите автори, а самиздатските произведения нямат особена полиграфична стойност (в повечето случаи става дума за преснимани или преписани и предавани от ръка на ръка свитъци хартия).

## Произход на наименованието
Началото си думата води от СССР, където изобилстват издателства с названия-съкращения като Госиздат (Государственное издательство, „Държавно издателство“), Политиздат (Политическое издательство) и други. Като вариант на „самиздат“ (собственоръчно, лично „издателство“) съществува и тамиздат – за всички книги и материали, които се публикуват някъде в чужбина (не тук, а там), където свободата на словото дава по-големи възможности. Голямата част от творчеството на Борис Пастернак, Варлам Шаламов, Александър Солженицин, Венедикт Ерофеев и много други е типичен пример за самиздатска литература.
Любопитното е, че в ред неславянски езици (италиански, английски, финландски, немски, испански и др.) думата е навлязла с руското си звучение и изписване samizdat, също както други непреводими „съветски“ понятия от типа на перестройка (perestroika) или гласност (glasnost).

## Самиздат в България
- Един от първите самиздати в България е на Тунчо Тунчев-Провадийски.

Книгата е от 1986 г. и е отпечатана в Хелзинки. Тунчо Тунчев е студент по география, който не успява да продължи образованието си след първи курс. За да има възможност да живее в София, при липсата на т.нар. софийско жителство, работи в службите за чистота. След 1990 г. загива при неизяснени обстоятелства.
- Според твърдения на Рашел Леви, първият самиздат в България е дело на поета дисидент Божидар Славов.[1]

През 1987 година той и съпругата му Рашел Леви отпечатват тайно (неизвестно къде) и разпространяват стихосбирките му „Кажи, Живот!“ и „Ако ти, Народ!“ Комитетът по печата ги инкриминира и забранява разпространението им. Следват репресии. Двама свободомислещи журналисти съобщават за самиздата в младежко предаване по програма „Хоризонт“. Следва предупреждение към Божидар Славов да напусне страната. Влошеното му здраве осуетява прогонването му от България. Умира през 2000 година в крайна бедност. Второто издание на книгата, съдържаща двете стихосбирки, е с информация за издателство и производство – София: Агенция Европрес, 2007. Екземпляр е предоставен на НБКМ